# Troy Downing
Troy Downing, né le 4 mars 1967 à Indio, en Californie, est un homme politique américain. Membre du Parti républicain, il est élu du Montana à la Chambre des représentants des États-Unis depuis 2025.